# Dierdorf

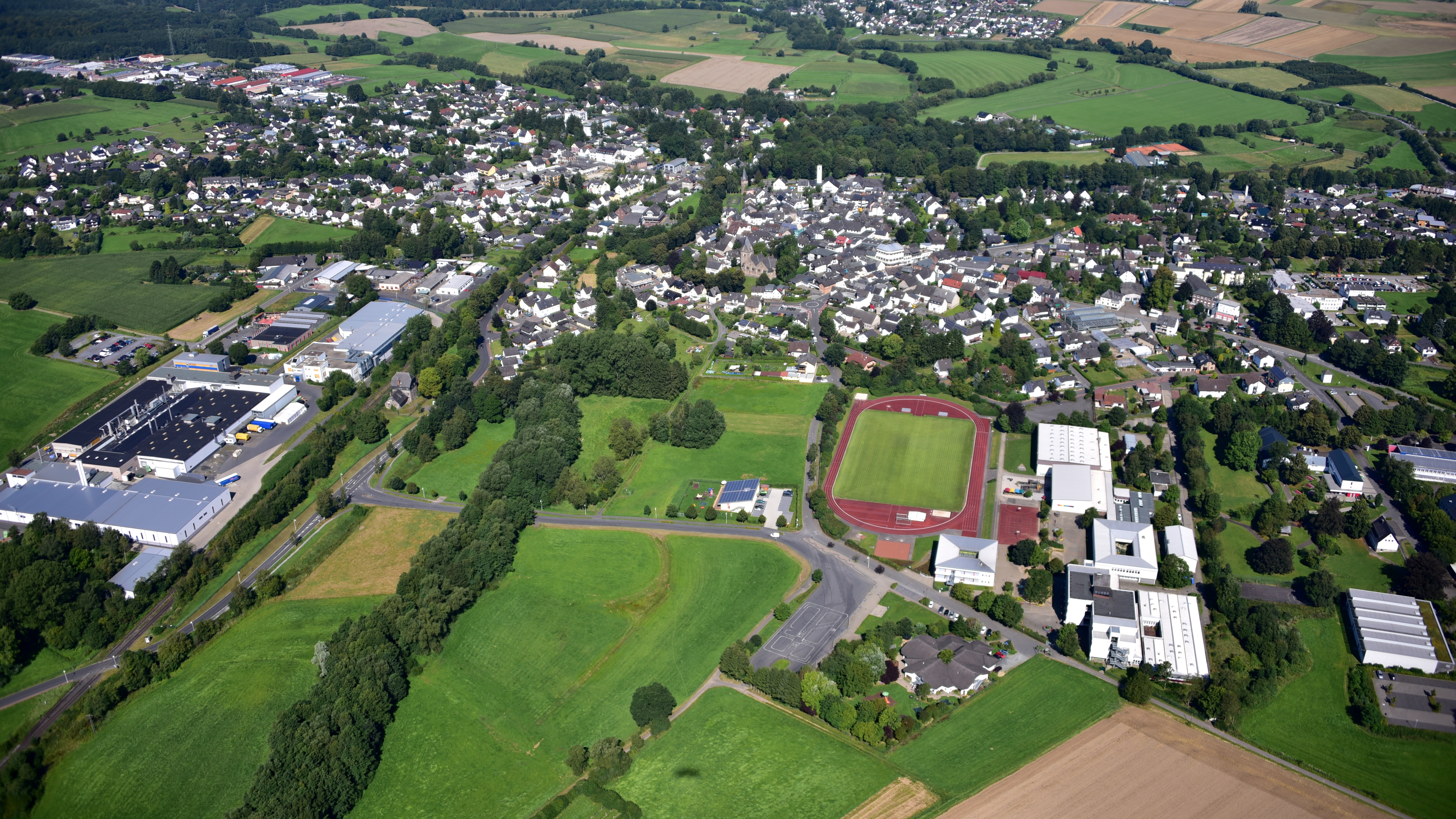
Dierdorf, Luftaufnahme (2016)

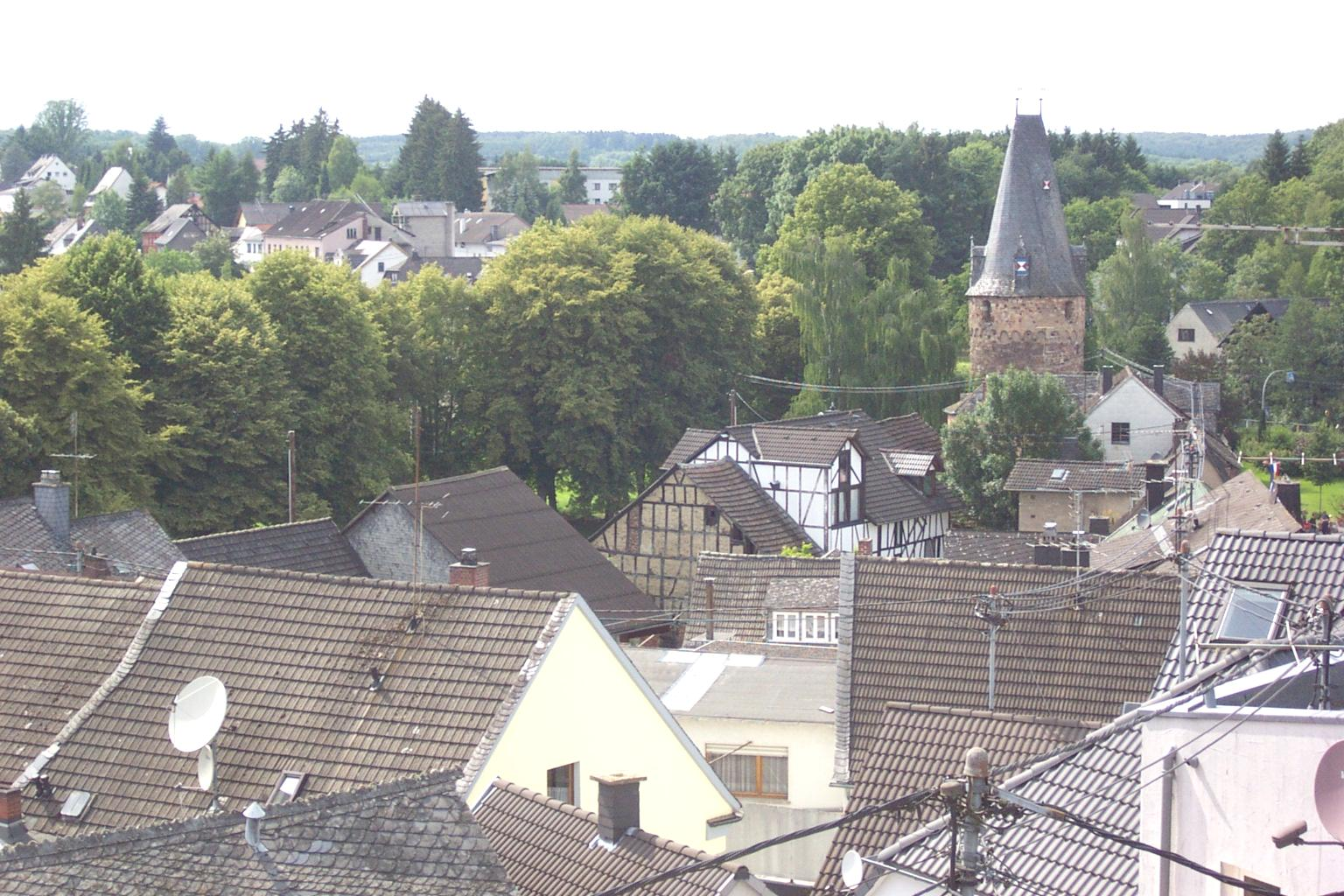
Dierdorf, Blick vom Uhrturm, rechts der Eulenturm

Dierdorf ist eine Stadt im Landkreis Neuwied in Rheinland-Pfalz. Sie ist Verwaltungssitz der Verbandsgemeinde Dierdorf und gehört ihr auch an.

## Geographie

### Geographische Lage
Dierdorf liegt im Vorderen Westerwald in der so genannten „Dierdorfer Senke“. Die Gegend ist von alters her geprägt von der Forst- und Landwirtschaft. Durch die Stadt fließt der Holzbach, ein Zufluss der Wied, zudem entspringt im westlichen Stadtgebiet der Iserbach, ein Zufluss des Saynbachs. Die nächsten größeren Städte sind im Südwesten Neuwied und nördlich Altenkirchen sowie Hachenburg. Die Nachbargemeinden sind Raubach im Nordwesten, Marienhausen im Osten und Dernbach im Westen.

### Stadtgliederung
Die Stadtteile von Dierdorf sind:
| Stadtteil     | Fläche in ha | Einwohner |
| ------------- | ------------ | --------- |
| Dierdorf      | 1.146        | 2.780     |
| Brückrachdorf | 569          | 755       |
| Elgert        | 552          | 412       |
| Giershofen    | 531          | 766       |
| Wienau        | 389          | 1.160     |
| Gesamt        | 3.187        | 5.873     |

(Einwohner mit Hauptwohnsitz, Stand 31. Dezember 2007)

## Geschichte

### Namensdeutung
In der ersten urkundlichen Erwähnung aus dem Jahr 1204 wird der Ort mit Dyrdorph und Dyrdorp bezeichnet. In der Folgezeit werden die Schreibweisen Dyrdorf (1344), Deerdorf (1537) und Thierdorff (zweite Hälfte 17. Jahrhundert) benutzt.
Es gibt mehrere Deutungsversuche, von denen aber keiner schlüssig ist. Einer basiert auf der Annahme, dass Dierdorf ursprünglich aus drei Teilen bestand und der Ortsname aus „Driedorf“ = „Dreidorf“ entstanden sei. Das könnte auch im Zusammenhang stehen mit dem dreieckigen Gemerk im Wappen, das Dreieck mit den beiden Querbalken wurde bereits um 1600 im Stadtsiegel benutzt. Eine weitere Möglichkeit der Deutung ist, dass Dierdorf abgeleitet wird aus „das dürre Dorf“.
In dem Fall könnte „dürr“ allerdings hergeleitet sein vom fränkischen „durr“ oder „dern“, was so viel bedeutet wie „viel“ oder „groß“ (siehe auch Dürrholz).
Eine weitere Deutung findet sich bei Henning Kaufmann, Rheinische Städtenamen, München 1973: Er vermutet einen Personennamen *Dioro und somit ursprünglich *Dierendorf, da Ortsnamen auf -dorf im Beiwort meist einen Personennamen enthalten. Dieser Personenname wird auf den Stamm Theuda- zurückgeführt, der mit dem häufigen westfränkischen r-haltigen Suffix versehen zum Kosenamen Theudaro wird. Dieser wird dann zu *Theudro-, *Theuro-, *Theoro- verkürzt und schließlich zu Thīro- und Thēro-. Diese sprachlichen Prozesse korrespondieren mit den Ersterwähnungen 1204 Dyrdorph und 1326 Deyrdorph, 1344 Dirdorf.

### Mittelalter
In der schon erwähnten urkundlichen Erwähnung aus dem Jahr 1204 wird Dierdorf mit Pfarrei Dyrdorph als Besitz der Herren von Braunsberg, eines Zweiges der Herren von Isenburg, genannt. Also war Dierdorf 1204 bereits besiedelt, die erste Ansiedlung dürfte spätestens auf die Zeit um 1100 zurückgehen. In der ersten Hälfte des 13. Jahrhunderts sind Rechte der Abtei Rommersdorf im Kirchspiel Dierdorf urkundlich erwähnt. Im Jahr 1324 verpfändet Graf Johann I. von Braunsberg, Herr zu Isenburg und Braunsberg († nach 1327), seine Burg in Dierdorf an den Walpoden Ludwig von Reichenstein, der ihm versprach, den Burgfrieden zu halten und nach der Rückzahlung des Pfandes die Burg sofort wieder zu räumen. Graf Wilhelm I. von Wied und Isenburg (1324–1383), ein Enkel von Johann I., verkauft im Jahr 1344 seine Besitzungen in Dierdorf an den Trierer Erzbischof und Kurfürsten Balduin von Luxemburg. In diesem Zusammenhang wird auch der erste Jahrmarkt auf dem Westerwald überhaupt erwähnt, der am Jakobstag stattfand und wohl Teil des örtlichen Kirchweihfests war. Im Jahr 1355 erhält Wilhelm I. die Dierdorfer Besitzungen des Bistums Trier zum Lehen.

### Stadtrechte
Von Kaiser Karl IV. erhielt Graf Wilhelm I. am 17. Juni 1357 die Stadtrechte für Dierdorf. In dieser Zeit erhielt Dierdorf die damals wesentliche Kennzeichen einer Stadt, eine Stadtmauer mit mehreren Türmen. Zwei der Türme und ein Teil der Stadtmauer sind noch erhalten. Um die Stadt war ein Wallgraben angelegt, der vom Holzbach unter Wasser gesetzt wurde. Die bereits 1324 erwähnte Burg stand außerhalb der Stadtbefestigung, vermutlich an der Stelle des später errichteten Schloss auf der Insel des heutigen Schlossweihers.
Bis 1580 hat Dierdorf nachweislich kein Stadtwappen bzw. Siegel. Der älteste vorhandene Siegelabdruck stammt aus dem Jahr 1651 und zeigt ähnliche Merkmale wie das heutige Wappen, ein Dreieck mit zwei Querbalken, das Dreieck zeigte mit der Spitze jedoch nach unten.
Im Jahr 1598 wurde unter Graf Wilhelm IV. von Wied-Runkel (1560–1612) eine „Wirtschaftsordnung“ für Dierdorf erlassen, die von den seinerzeit drei Wirten akzeptiert wurde. So wurde der Gewinn der Wirte für den Wein begrenzt, die Abweisung von Fremden untersagt und für die Sauberkeit der Räume und Ställe bestimmte Vorgaben gemacht, selbst ein „Preisaushang“ war vorgeschrieben. Wilhelm IV. erließ im Jahr 1600 auch eine erste „Kirchenordnung“ wie auch eine erste „Schulordnung“. Im Jahr 1610 folgte eine „Obrigkeitsverordnung“, die sich an den Schultheißen und den Bürgermeister richtete und die Bewachung der Tore und die Aufbewahrung der Schlüssel regelte.
Am 7. Juli 1957 wurden Dierdorf nach 600 Jahren die Stadtrechte erneut verliehen.

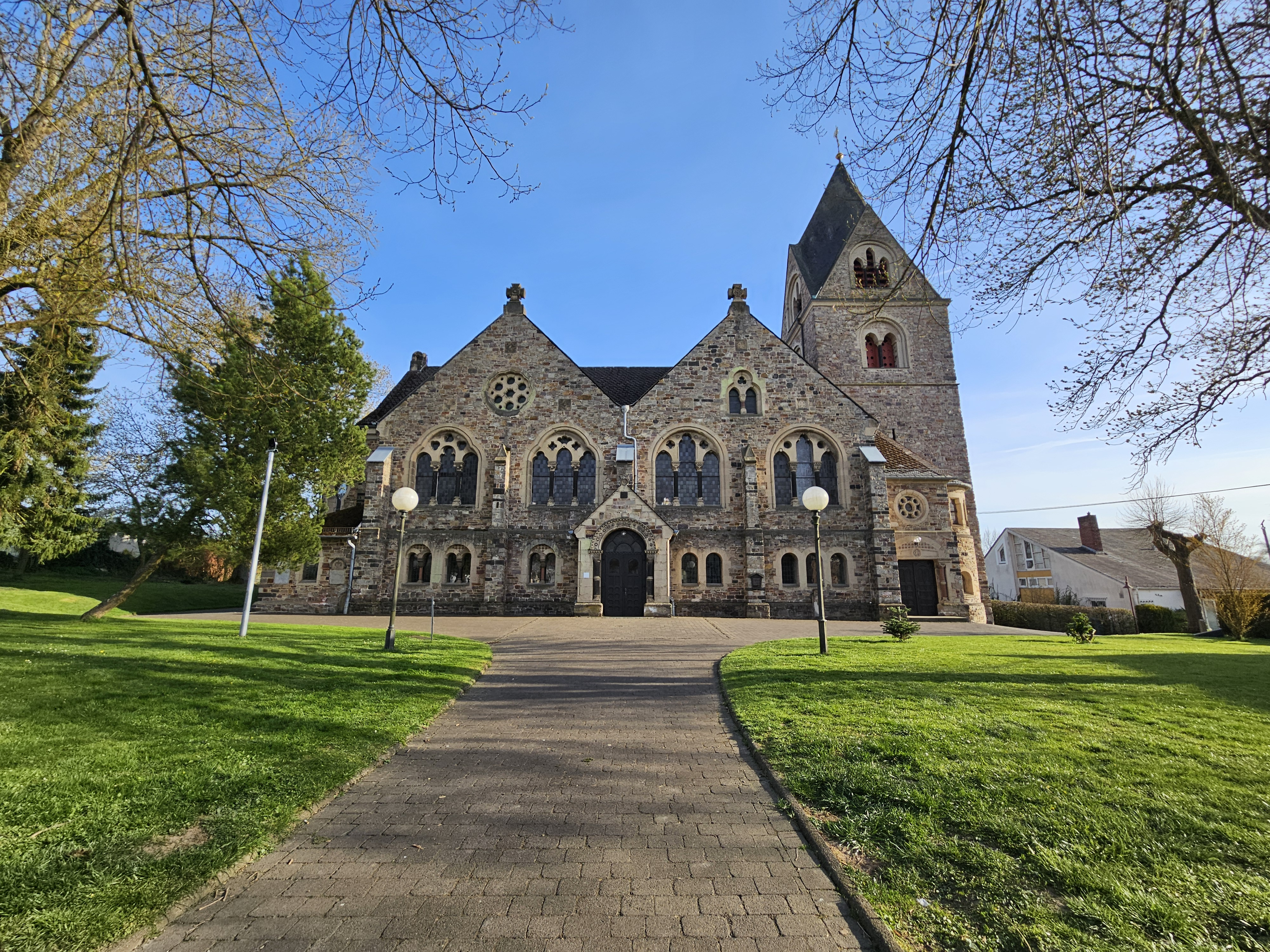
Dierdorf, Evangelische Kirche

### Reformation
Im Jahr 1556 führt Graf Johann IV. von Wied († 1581) die evangelische Kirchenverfassung in Dierdorf ein. Ein Onkel von Johann IV. war Hermann V. von Wied (1477–1552), der von 1515 bis 1547 Erzbischof von Köln war und nach seinem Rücktritt vom Bischofsamt zum evangelischen Glauben übertrat. Für Dierdorf, wie auch für die Grafschaft, wurde der Heidelberger Katechismus eingeführt und die katholischen Kirchenbräuche abgeschafft.
Unter Graf Hermann II. von Wied und Isenburg (1580–1631), Nachfolger von Wilhelm IV. und dessen Neffe, wurde 1616 eine neue „Kirchenordnung“, die auch eine Schulpflicht und das Verhalten der Untertanen regelte sowie Strafen für Vergehen festlegte. Seltsam muten heute die hier auszugsweise wiedergegebenen Vergehen an: Einschlafen bei der Predigt, unziemliches Fressen und Saufen; bei einer Rebellion gegenüber der Obrigkeit oder bei Zauberei wurde die Todesstrafe angedroht. Zigeuner waren des Landes zu verweisen.

### Dreißigjähriger Krieg
Im Dreißigjährigen Krieg blieb auch Dierdorf von den durchziehenden Kriegsscharen nicht verschont. Im Jahr 1620 besetzten Truppen des Grafen Anholt die Stadt und bezogen hier ihr Winterquartier. Es folgten Durchzüge der Spanier unter Spinola, 1622 wurde Dierdorf von den Spaniern besetzt. Es folgten 1624 die Scharen des kaiserlichen Generals Tillys. Ihm folgten 1625 Soldaten des Kratz von Scharfenstein, 1627 kamen Soldaten Wallensteins, später Kurtrierische und Kurbrandenburgische Soldaten. Auch in den beiden folgenden Jahrzehnten blieb Dierdorf von durchziehenden Kriegern nicht verschont, die Hungersnot der Bevölkerung war groß. 1637 wird die Herrschaft Dierdorf von acht durchziehenden kaiserlichen Kompanien geplündert.
Graf Hermann II. von Wied und Isenburg scheint mit Tilly eine nähere Bekanntschaft geschlossen zu haben, im Jahr 1624 ist Tilly Taufpate von Hermanns neuntem Kind, Luise Juliane.
Nach dem Krieg wurden in Dierdorf und den Dörfern Brückrachdorf, Giershofen und Wienau insgesamt noch 97 Haushaltungen gezählt.

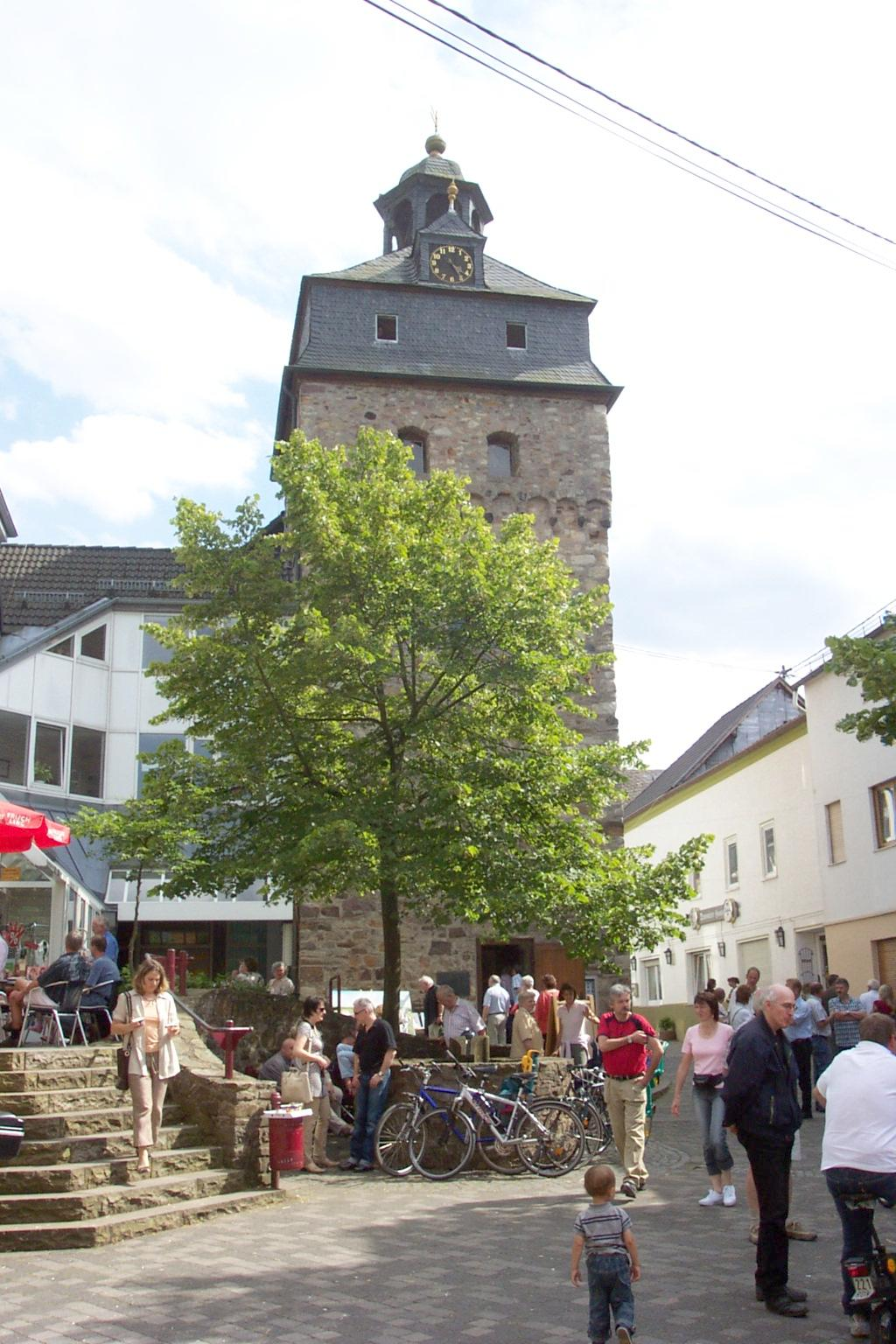
Dierdorf, Uhrturm

### Hexenprozesse
Auch in Dierdorf gab es bis ins 17. Jahrhundert Hexenprozesse und Hexenverbrennungen. Von dem letzten Hexenprozess wird 1651 berichtet, rund 100 Jahre nachdem in Dierdorf die Reformation eingeführt wurde. Die Verhöre und die Prozesse fanden im Uhrturm statt. Es existieren detaillierte Protokolle und es gab eine eigene Gerichtsordnung, in der nicht nur das Verfahren der Verhöre, der Folter und der Hinrichtung festgelegt waren, sondern auch das Entgelt für die Schöffen und den Henker.
Nach den vorhandenen Hexenprotokollen wurden im Amte Dierdorf 91 Personen als Hexen verbrannt, und zwar aus: Dierdorf 23, Giershofen 3, Brückrachdorf 3, Offhausen 1, Wienau 7, Freirachdorf 2, Raubach 9, Elgert 5, Urbach 5, Harschbach 1, Dernbach 2, Puderbach 5, Muscheid 4, Breitscheid 1, Hanroth 4, Niederhofen 1, Daufenbach 2, Werlenbach 1, Linkenbach 2, Lautzert 1, Wiedischhausen 1.

### 18. bis Beginn 20. Jahrhundert
- 1701: Der Bau des Schlosses der Grafen von Wied-Runkel wird begonnen und 1725 fertiggestellt.
- 1742: Die Jüdische Gemeinde Dierdorf wird gegründet.
- 1755: Kapuziner wollen in Dierdorf ein Kloster errichten. Der Plan scheitert am Widerstand der Einwohner, der Graf muss seine Zusage widerrufen.
- 1772: Der Uhrturm erhält eine neue Uhr, geschaffen vom Neuwieder Uhrmacher Kinzing.
- 1781: Erste urkundliche Erwähnung einer Fürstlichen Lateinschule.
- 1805: Die katholische Kirche wird eingeweiht.
- 1806: Aufgrund des Reichsdeputationshauptschlusses endet die landesherrliche Selbständigkeit der Fürsten zu Wied-Runkel. Dierdorf wird dem Fürsten von Nassau-Usingen zugesprochen und somit Amtssitz.
- 1815: Durch die Verträge des Wiener Kongresses fällt das Amt Dierdorf an Preußen.
- 1829: Die erste Synagoge in Dierdorf wird eröffnet. 1929 erfolgt ein Neubau der 1938 zerstört wurde.
- 1838: Die Stadtbefestigung wird weitgehend abgebrochen um das Baumaterial für das evangelische Schulgebäude am Damm zu gewinnen.
- 1848: Fürst Hermann zu Wied-Neuwied, dem Dierdorf nach dem Tod des letzten Fürsten zu Wied-Runkel zugefallen war, verzichtet auf die ihm noch zustehenden Herrschaftsrechte. Die Verwaltungsgeschäfte gehen nun ganz auf die preußische Regierung über.
- 1872: In einem Großfeuer wird ein großer Teil der Stadt zerstört, sämtliche Häuser am Marktplatz und das Rathaus werden ein Opfer der Flammen.
- 1902: Das Schloss wird wegen Baufälligkeit geschlossen. Aus den Steinen wird der Neubau der evangelischen Kirche errichtet. Der Kirchturm aus dem Mittelalter bleibt erhalten.

### Bombardierung 1945

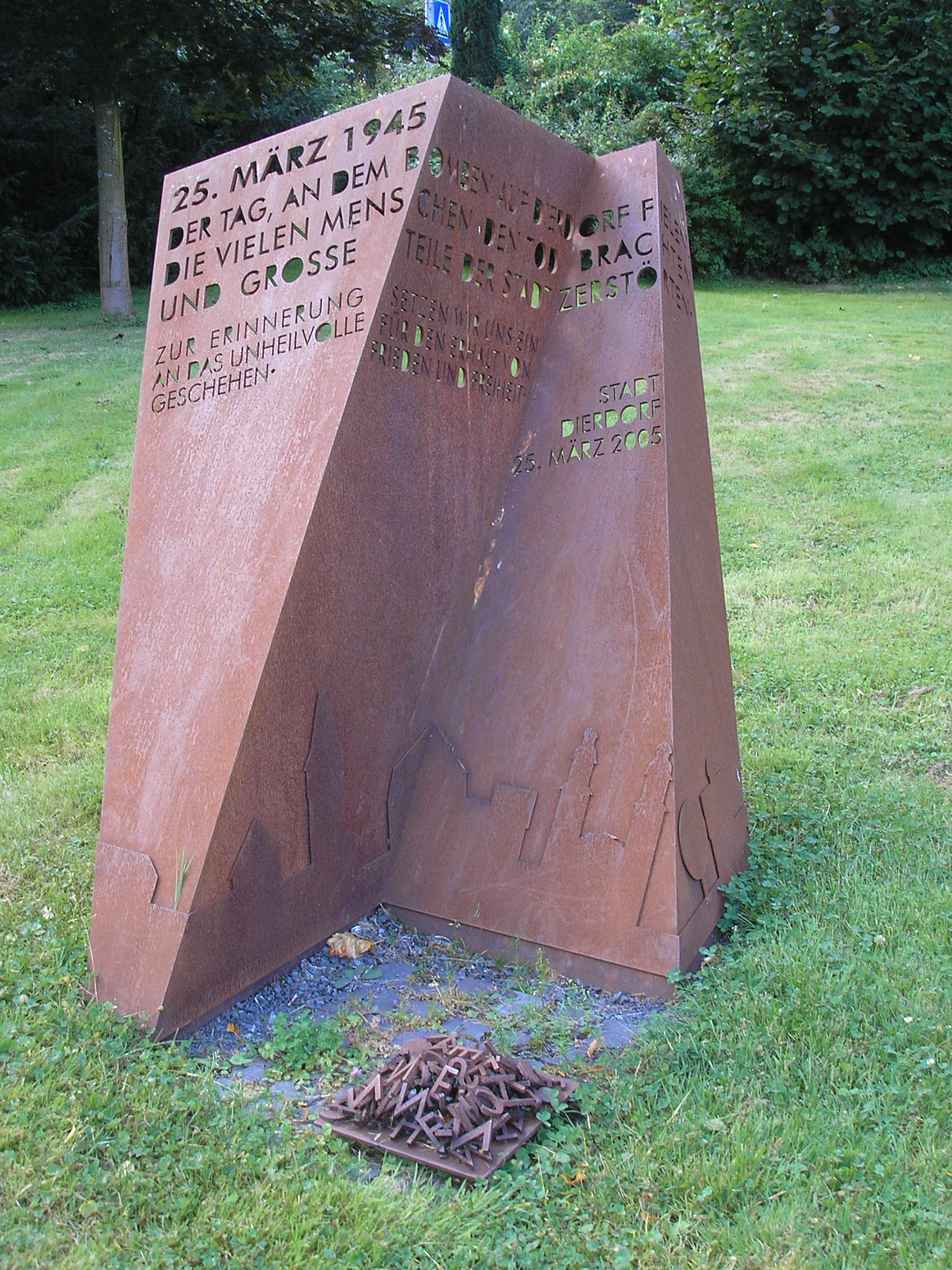
Mahnmal 25. März 1945

Am Palmsonntag, dem 25. März 1945, wurde die Stadt im Zuge des Vormarsches der Alliierten bombardiert und zur Hälfte zerstört. Die Stadt hatte damals 71 Tote zu verzeichnen. Mehr als 50 Häuser wurden vollständig zerstört und viele der übrigen Häuser erlitten erhebliche Schäden. Einen Tag später, am 26. März 1945, wurde Dierdorf nach kurzen Gefechten mit den abrückenden Resten der Wehrmacht-Truppen von Truppen der US Army besetzt.
Nach amerikanischen Angaben flogen 67 Bomber des Typs Martin B-26 „Marauder“ den Luftangriff auf Dierdorf. Sie warfen in 8 Angriffswellen insgesamt 272 Bomben über dem Zielgebiet ab. Jede der Bomben hatte ein Gewicht von 450 kg.

### Einwohnerstatistik
Die folgende Übersicht zeigt die Entwicklung der Einwohnerzahl von Dierdorf (heutiger Gebietsstand).
| Dierdorf: Einwohnerzahlen von 1815 bis 2024 | Dierdorf: Einwohnerzahlen von 1815 bis 2024 | Dierdorf: Einwohnerzahlen von 1815 bis 2024 | Dierdorf: Einwohnerzahlen von 1815 bis 2024 | Dierdorf: Einwohnerzahlen von 1815 bis 2024 |
| ------------------------------------------- | ------------------------------------------- | ------------------------------------------- | ------------------------------------------- | ------------------------------------------- |
| Jahr                                        |                                             |                                             |                                             | Einwohner                                   |
| 1815                                        | 1815                                        |                                             | 1.966                                       | 1.966                                       |
| 1835                                        | 1835                                        |                                             | 2.485                                       | 2.485                                       |
| 1871                                        | 1871                                        |                                             | 2.454                                       | 2.454                                       |
| 1905                                        | 1905                                        |                                             | 2.394                                       | 2.394                                       |
| 1939                                        | 1939                                        |                                             | 2.611                                       | 2.611                                       |
| 1950                                        | 1950                                        |                                             | 2.986                                       | 2.986                                       |
| 1961                                        | 1961                                        |                                             | 3.114                                       | 3.114                                       |
| 1970                                        | 1970                                        |                                             | 3.883                                       | 3.883                                       |
| 1980                                        | 1980                                        |                                             | 4.017                                       | 4.017                                       |
| 1990                                        | 1990                                        |                                             | 4.702                                       | 4.702                                       |
| 2000                                        | 2000                                        |                                             | 5.708                                       | 5.708                                       |
| 2010                                        | 2010                                        |                                             | 5.894                                       | 5.894                                       |
| 2015                                        | 2015                                        |                                             | 5.663                                       | 5.663                                       |
| 2017                                        | 2017                                        |                                             | 5.703                                       | 5.703                                       |
| 2024                                        | 2024                                        |                                             | 6.192                                       | 6.192                                       |
|                                             |                                             |                                             |                                             |                                             |

### Konfessionsstatistik
Mit Stand 30. Juni 2005 waren von den Einwohnern 40,3 % evangelisch, 24,5 % römisch-katholisch und 35,2 % waren konfessionslos oder gehörten einer anderen Glaubensgemeinschaft an. Ende Februar 2025 hatten 25,5 % die evangelische und 18,4 % Einwohner die katholische Konfession. 1,6 % gehörten anderen Konfessionen oder Glaubensgemeinschaften an und 54,3 % waren ohne Angabe oder gemeinschaftslos.

## Politik

### Stadtrat
Der Stadtrat in Dierdorf besteht aus 22 Ratsmitgliedern, die bei der Kommunalwahl am 9. Juni 2024 in einer personalisierten Verhältniswahl gewählt wurden, und dem ehrenamtlichen Stadtbürgermeister als Vorsitzendem.
Die Sitzverteilung im Stadtrat:
| Wahl | SPD | CDU | Grüne | FDP | FWG * | WGS * | Gesamt   |
| ---- | --- | --- | ----- | --- | ----- | ----- | -------- |
| 2024 | 3   | 10  | 2     | –   | 2     | 5     | 22 Sitze |
| 2019 | 5   | 9   | 2     | 4   | 2     | –     | 22 Sitze |
| 2014 | 6   | 12  | –     | 2   | 2     | –     | 22 Sitze |
| 2009 | 8   | 9   | –     | 3   | 2     | –     | 22 Sitze |
| 2004 | 7   | 8   | –     | 2   | 5     | –     | 22 Sitze |

### Bürgermeister
Ulrich Schreiber (WGS) wurde am 10. Juli 2024 Stadtbürgermeister von Dierdorf. Bei der Direktwahl am 9. Juni 2024 war er bei einer Wahlbeteiligung von 29,3 % mit einem Stimmenanteil von 54,4 % gewählt worden, die Gegenkandidatin Heike Resch (CDU) erreichte 45,6 %.
Stadtbürgermeister von Dierdorf seit 1945:
- Wilhelm Abresch (CDU): 1945–1946
- Otto Willach (SPD): 1946–1960
- Wilhelm Aller (SPD): 1960–1969
- Ernst Jung (SPD): 1969–1982
- Hans-Peter Görg (CDU): 1982–1984
- Ulrich Flohr (SPD): 1984–1989
- Günther Lotz (SPD): 1989–1994
- Rosemarie Schneider (SPD): 1994–2009
- Thomas Vis (CDU): 2009[9] –2024[10]
- Ulrich Schreiber (WGS): seit 2024[7]

### Eingemeindungen
Im Rahmen der in der Mitte der 1960er Jahre begonnenen Verwaltungs- und Gebietsreform in Rheinland-Pfalz wurden mit Wirkung vom 7. Juni 1969 die bis dahin selbständigen Ortsgemeinden Brückrachdorf (438 Einwohner), Giershofen (470) und Wienau (458) in die Stadt Dierdorf eingegliedert und sind seitdem Stadtteile. Die ebenfalls eigenständige Ortsgemeinde Elgert (264) wurde mit Wirkung vom 17. März 1974 eingemeindet.

### Städtepartnerschaften
- Seit 1995 haben sich die Stadt Dierdorf und die französische Gemeinde Courtisols im Nordosten Frankreichs in der historischen Landschaft Champagne zu einer Städtepartnerschaft verbunden.
- 1997 folgte seitens der Verbandsgemeinde Dierdorf die polnische Stadt Krotoszyn.
- Ebenso besteht seit 2005 eine Partnerschaft mit Fountain Hills, Arizona, USA. Diese ist aus einem seit 1998 zwischen dem Martin-Butzer-Gymnasium in Dierdorf und der Fountain Hills-High-School bestehenden Schüleraustausch entstanden.

### Wappen
| Wappen von Dierdorf | Blasonierung: „In Gold ein schwarzes Gemerk in Form zweier nach oben sich verjüngender, an den Ecken abgeschrägter und von einem durchbrochenen Dreieck giebelförmig überhöhten Balken.“                                                                        |
| Wappen von Dierdorf | Wappenbegründung: Das dreieckige Gemerk, wohl ein altes Ortskennzeichen oder Gemarkungszeichen, erscheint zuerst in Abdrucken des Dierdorfer Stadtsiegels von 1651. Herkunft und Bedeutung sind unbekannt. Das Wappen ist rechtsgültig seit dem 16. April 1958. |

## Sehenswürdigkeiten

### Schlosspark mit Schlossweiher
Auf der Insel im Schlossweiher stand bis 1902 das Residenzschloss der Fürsten zu Wied-Runkel. Erbaut wurde das Schloss im Jahre 1701. Bereits 1324 wird an dieser Stelle eine Wasserburg erwähnt. 1902 wurde es wegen Baufälligkeit gesprengt. 2020 erwarb die Stadt den Park mit Weiher und Insel vom Fürstenhaus Wied. Heute dienen Park, Weiher und Insel Freizeit- und Sportzwecken.

### Mausoleum der Fürsten von Wied-Runkel

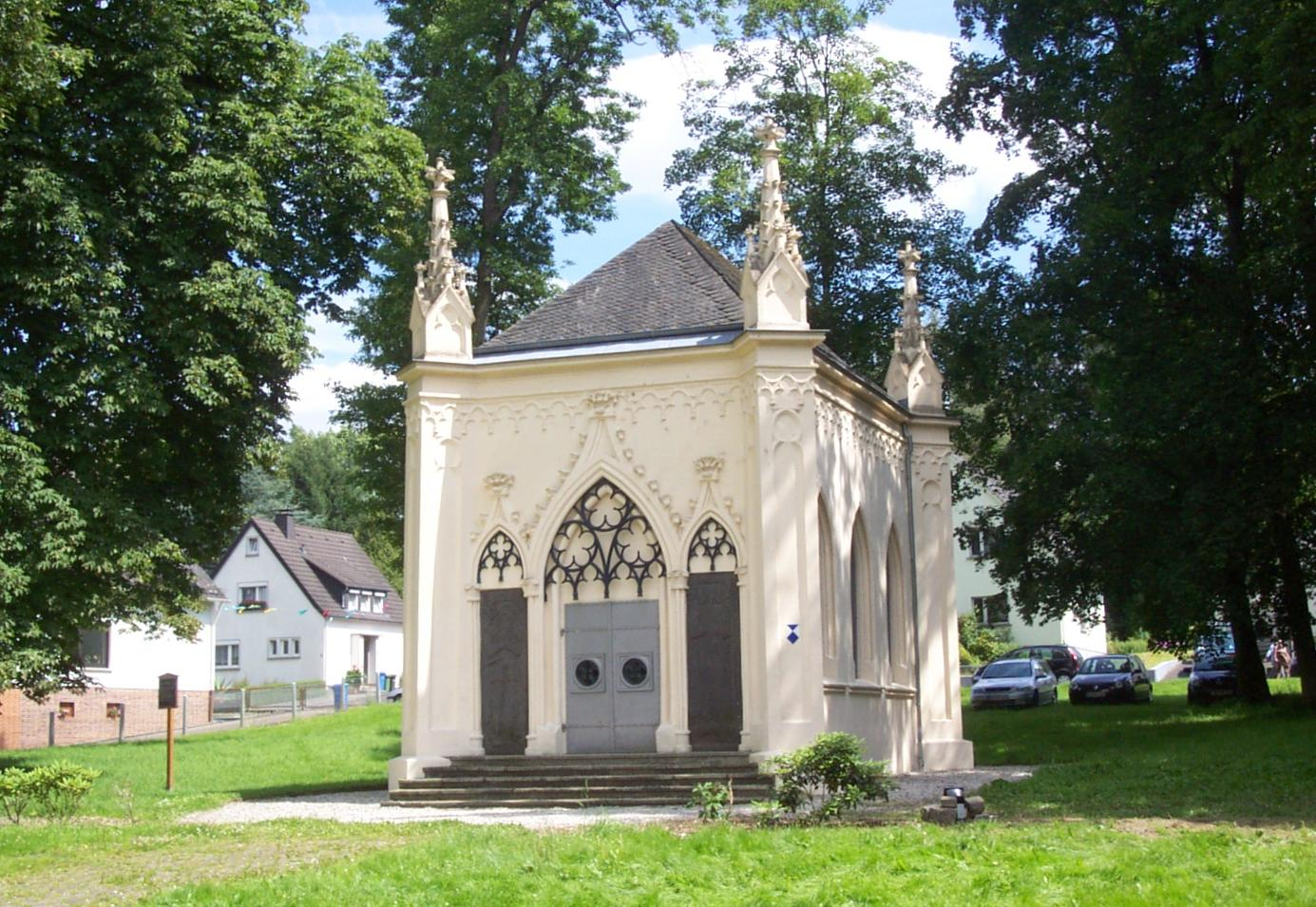
Dierdorf, Mausoleum

Diese neugotische Grabkapelle wurde unter Fürst Karl Ludwig Friedrich Alexander zu Wied-Runkel in den Jahren von 1816 bis 1821 erbaut. Das Mausoleum in Dierdorf diente als Grabstätte des Fürstenhauses und zur Aufbewahrung der Grabmäler seiner Vorfahren. Hier ist auch der ursprünglich in der Abtei Rommersdorf stehende Grabstein des Kölner Erzbischofs und Kurfürsten Salentin von Isenburg zu sehen, der Salentin in einer Ritterrüstung zeigt.

### Eulenturm und Stadtbefestigung

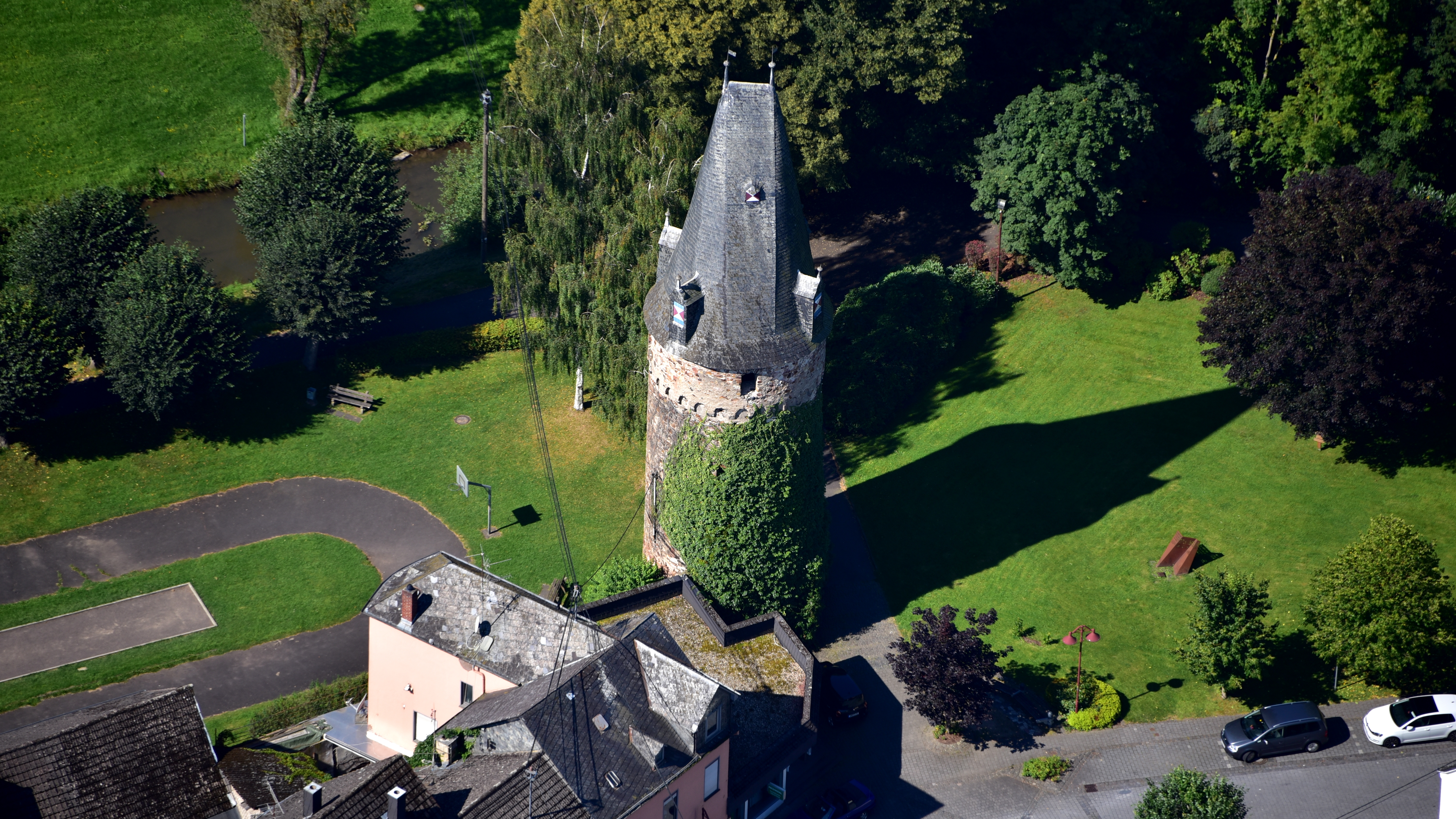
Eulenturm, Luftaufnahme (2016)

Von der nach 1357 gebauten Stadtbefestigung sind entlang des Damms am Holzbach noch Reste der Stadtmauer erhalten. Der „Eulenturm“, ein etwa 27 m hoher Rundturm, ist ein für das Mittelalter typischer Wehrturm, diente auch als Verlies. Wie der „Untertorturm“ zum Namen „Eulenturm“ kam, ist nicht überliefert.

### Uhrturm und Kinzinguhr
Der etwa 24 m hohe „Uhrturm“ war als „Obertorturm“ ebenfalls Teil der Stadtbefestigung aus dem 14. Jahrhundert. Später, nach der Erweiterung der Stadtbefestigung, hat er den Namen „Mittelturm“. Im 17. Jahrhundert fanden hier zahlreiche Hexenprozesse statt, mindestens 23 Personen wurden in dieser Zeit hingerichtet. Später diente der Turm dem Stadtwächter auch als Wohnung. Den Namen „Uhrturm“ trägt er seit Anfang des 17. Jahrhunderts, eine Stadtuhr auf dem Turm gab es bereits 1601. Die heutige Uhr auf der Turmspitze wurde 1772 von Christian Kinzing geschaffen und ist im Original erhalten.

### Evangelische Kirche
Die Evangelische Kirche in der heutigen Form wurde 1903 und 1904 erbaut. Als Baumaterial der Bruchsteinkirche dienten Steine aus dem 1902 niedergelegten Schloss.
Die Glasfenster schuf die Werkstatt Rudolf und Otto Linnemann aus Frankfurt.
Der Turm stammt im Wesentlichen von der Vorgängerkirche, die um 1200 gebaut wurde und St. Jakobus geweiht war. Seit Graf Johann IV. von Wied, und mit ihm die gesamte Grafschaft zu der damals auch Dierdorf gehörte, Mitte des 16. Jahrhunderts zum evangelischen Glauben übertrat, war die Vorgängerkirche die evangelische Pfarrkirche von Dierdorf.

### Katholische Pfarrkirche St. Clemens
Die Vorgängerkirche der Katholischen Pfarrkirche St. Clemens wurde bei der Bombardierung Dierdorfs am 25. März 1945 vollkommen zerstört. Die Vorgängerkirche wurde in der Zeit von 1803 bis 1805 erbaut. Von ihr ist in der neuen, von 1948 bis 1950 erbauten Kirche, der Taufstein aus 1848 erhalten.

### Kupferhaus
Das Kupferhaus, nahe dem Schlosspark, wurde 1933 vom damaligen wiedischen Erbprinzenpaar Hermann (1899–1941) und Marie Antonia (1909–2003) als Wohnsitz erbaut. Die Besonderheit war, dass die Außenwände mit Kupfer verkleidet waren und auch das Dach mit Kupferblechen eingedeckt war. Für den „Kriegsbedarf“ wurden 1943 Jahre alle Kupferteile an den Außenwänden und auf dem Dach entfernt. Die Innenwände des Hauses aus Stahlblech blieben jedoch erhalten. Entsprechend einem Gutachten des Neuwieder Architekten Curt Karl Rüschhoff wurden die von Kupfer entblößten Außenwände mit Platten aus Heraklith verkleidet. Nach 1945 diente das Haus als Flüchtlingsunterkunft und als wiedische Oberförsterei. Der älteste Sohn von Hermann und Marie Antonia zu Wied, Friedrich Wilhelm Prinz zu Wied, lebte hier in den ersten Nachkriegsjahren und besuchte die örtliche Rektoratsschule. Aus der Fürstenfamilie lebte zuletzt Marie Antonia von Gordon (verwitwete Erbprinzessin zu Wied) bis 2003 in diesem Haus. Seitdem war es unbewohnt und wurde 2019 abgerissen.

## Wirtschaft und Infrastruktur

### Verkehr

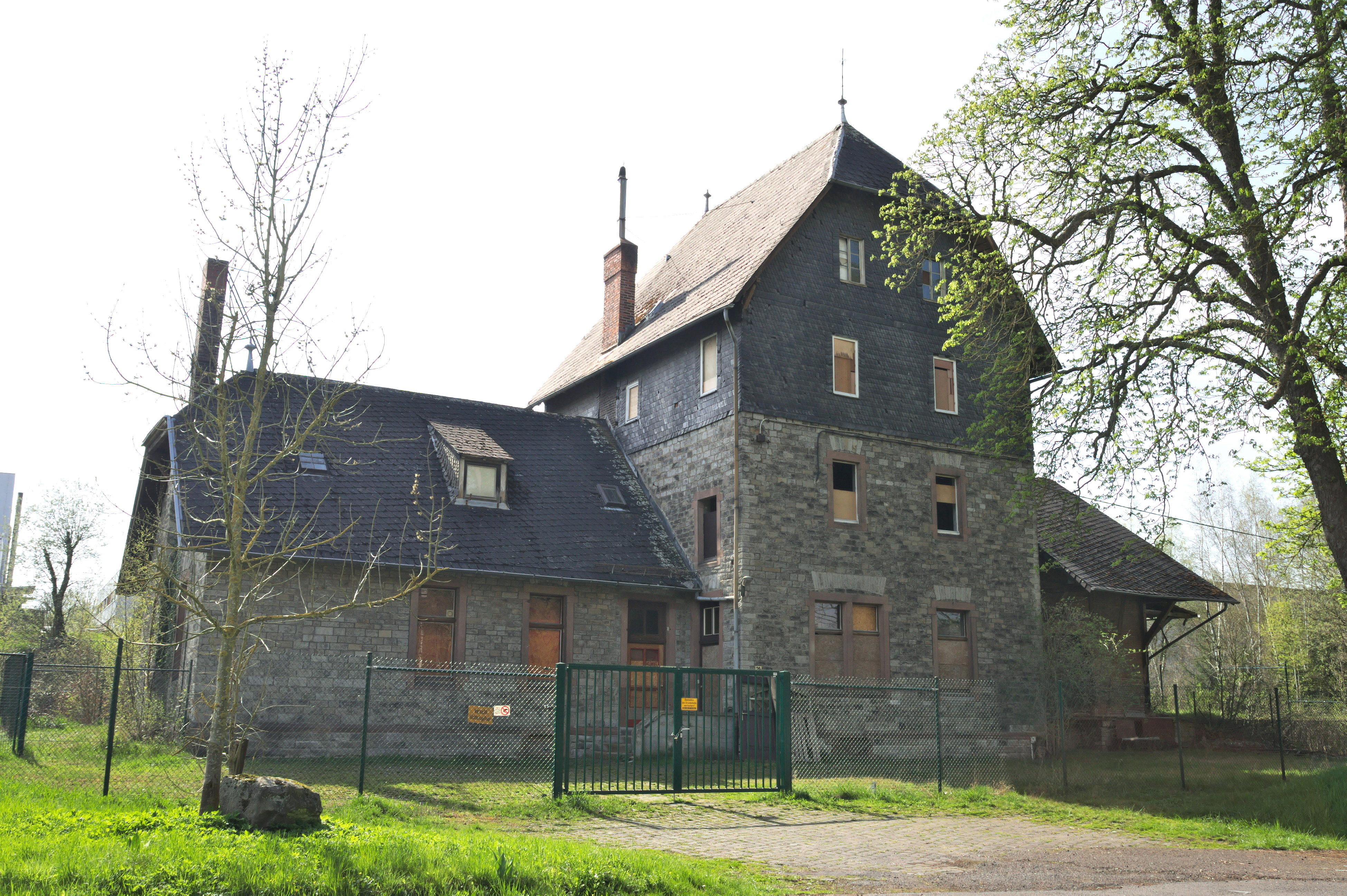
Der Bahnhof Dierdorf an der Holzbachtalbahn

Dierdorf liegt an der A 3, Ausfahrt 37, etwa in der Mitte zwischen Köln/Bonn und Frankfurt. Die durch die Stadt führende B 413 verbindet Dierdorf mit Neuwied und Hachenburg.
Dierdorf wird durchquert von der Holzbachtalbahn, die jedoch auf diesem Abschnitt nur im Güterverkehr (Wiederinbetriebnahme 3. März 2006) genutzt wird. Der Bahnhof Dierdorf (Bz. Koblenz) ist seit 1984 geschlossen, mittlerweile befindet sich dieser im Eigentum der Firma TWE und steht daher auch zukünftig nicht zur Verfügung. Am Rande des Stadtgebietes verläuft an der Autobahn die Schnellfahrstrecke Köln–Rhein/Main, deren nächstgelegener Bahnhof in Montabaur ist.
Es verkehren Regionalbuslinien im Auftrag des Verkehrsverbundes Rhein-Mosel (VRM).
Im Stadtteil Wienau liegt der Flugplatz Dierdorf-Wienau. Er dient im Sommer dem Flugsportbetrieb und ist eingestuft als Sonderlandeplatz.

### Ansässige Unternehmen
- TWE Dierdorf GmbH & Co. KG (bis 2001 Lohmann & Rauscher Vliesstoffe)

### Schulen
In den 1950er-Jahren wurde die Stadt ein bedeutender Schulstandort. 1956 fand das erste Abitur am Martin-Butzer-Gymnasium statt. 1955 wurde ein Realschulzweig ausgegliedert. Hieraus entstand die spätere Nelson-Mandela Realschule. Die Grund- und Hauptschule trägt seit 2004 den Namen Gutenbergschule. Ab dem Schuljahr 2010/2011 wird die Realschule zu einer Realschule Plus umgewandelt. Es erfolgt daher die Aufnahme der Hauptschulklassen. Die Gutenbergschule wird eine reine Grundschule.

## Persönlichkeiten

### Ehrenbürger
- Friedrich Wilhelm Prinz zu Wied (1931–2000), Unternehmer, Mäzen, Präsident des „International Council for Game and Wildlife Conservation“, Mitglied des Neuwieder Stadtrats und des Neuwieder Kreistags, Förderer und Mitglied der Kuratoriums des Johanniter-Krankenhauses in Dierdorf

### Söhne und Töchter der Stadt Dierdorf
- Christian Ludwig zu Wied-Runkel (1732–1791), Landesherr im Fürstentum Wied
- Karl Ludwig zu Wied-Runkel (1763–1824), Landesherr im Fürstentum Wied
- Friedrich Ludwig zu Wied-Runkel (1770–1824), kaiserlich-österreichischer Feldmarschallleutnant
- Eduard Karl Braun (1813–1862), Arzt in Wiesbaden
- Wilhelm Marmé (1832–1897), Pharmakologe und Hochschullehrer
- Wilhelm Eich (1850–1935), evangelischer Missionar, Präses der Rheinischen Missionsgesellschaft in Deutsch-Südwestafrika
- Willy Abel (1875–1951), Konstrukteur und Erfinder
- Ernst Heydorn (1904–1979), Politiker (FDP) und Landtagsabgeordneter
- Karl Schneider (1912–1998), anglistischer und germanistischer Mediävist und Runologe
- Hermann Pleiß (* 1921), Meteorologe und Hochschullehrer
- Achim Arbeiter (* 1958), Archäologe
- Eva Grebel (* 1966), Astronomin, Professorin am Zentrum für Astronomie der Universität Heidelberg
- Guido Hammesfahr (* 1968), Schauspieler
- Juan Holgado (* 1968), spanischer Bogenschütze (Olympiasieger 1992)
- Janus Hochgesand (* 1981), Maler